# Virovo (Demir Hisar)
Virovo (en macédonien Вирово) est un village du sud-est de la Macédoine du Nord, situé dans la municipalité de Demir Hisar. Le village comptait 151 habitants en 2002.

## Démographie
Lors du recensement de 2002, le village comptait :
- Macédoniens : 151